# Helga Ancher
Helga Cathrine Ancher (Skagen, 1883. augusztus 19. – Skagen, 1964. március 18.) dán festő, Anna és Michael Ancher festőművészek lánya. Gyakran szerepel szülei és más skageni festők festményein. Helga később maga is festőnek tanult, többek között a Királyi Dán Művészeti Akadémián, valamint Németországban., Franciaországban, Olaszországban. Bár soha nem ért el akkora művészi sikereket, mint szülei, számos képe jelentős összegekért kelt el nagy aukciókon. Helga Ancher 1958-ban elnyerte a Tagea Brandt Rejselegat nevű, nők számára alapított utazási ösztöndíjat.
Szülei házát anyja 1935-ös halála után a korabeli állapotában őrizte meg, majd végrendeletében egy alapítványra hagyományozta, amely 1967-ben múzeumot nyitott meg ott. Helga Ancher saját alkotásai is elsősorban ebben a múzeumban, valamint a Skagens Museumban találhatók meg.

## Fordítás
- Ez a szócikk részben vagy egészben a Helga Ancher című svéd Wikipédia-szócikk ezen változatának fordításán alapul.  Az eredeti cikk szerkesztőit annak laptörténete sorolja fel. Ez a jelzés csupán a megfogalmazás eredetét és a szerzői jogokat jelzi, nem szolgál a cikkben szereplő információk forrásmegjelöléseként.